# Hoa hậu Thế giới 2019
Hoa hậu Thế giới 2019 là cuộc thi Hoa hậu Thế giới lần thứ 69 được tổ chức tại Luân Đôn, Vương quốc Anh vào ngày 14 tháng 12 năm 2019. Hoa hậu Thế giới 2018 - Vanessa Ponce đến từ Mexico đã trao lại vương miện cho người kế nhiệm, cô Toni-Ann Singh đến từ Jamaica.

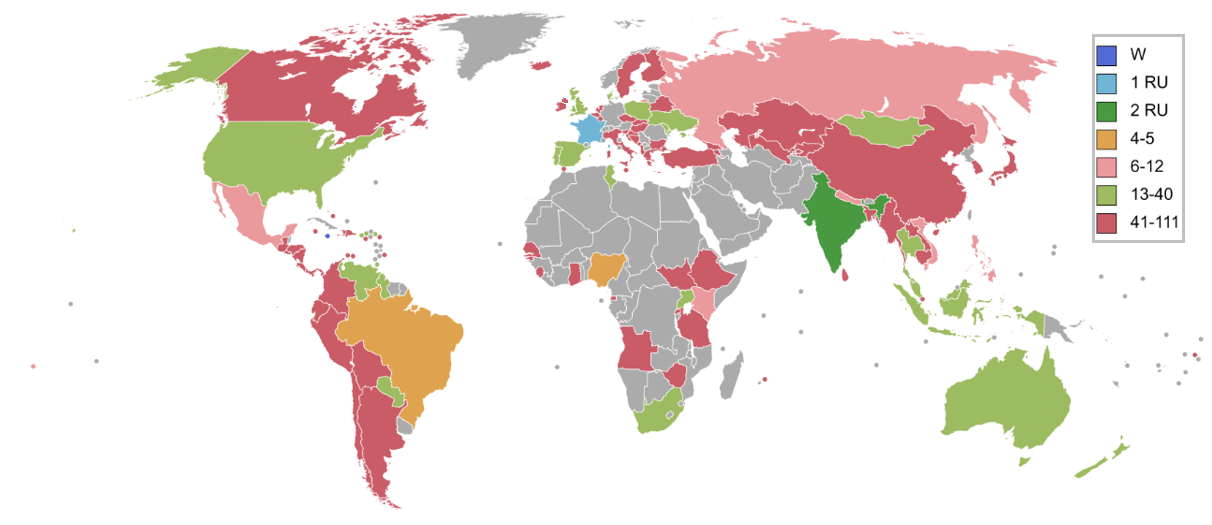
Các quốc gia và vùng lãnh thổ tham gia Hoa hậu Thế giới 2019 và kết quả.

## Kết quả

### Thứ hạng
| Kết quả               | Thí sinh |
| --------------------- | --- |
| Hoa hậu Thế giới 2019 | - Jamaica – Toni-Ann Singh |
| Á hậu 1               | - Pháp – Ophély Mezino |
| Á hậu 2               | - Ấn Độ – Suman Rao |
| Top 5                 | - Brazil – Elís Miele Coelho - Nigeria – Nyekachi Douglas |
| Top 12                | - Kenya – Maria Wavinya - Nepal – Anushka Shrestha - Mexico – Ashley Alvídrez - Quần đảo Cook – Tajiya Eikura Sahay - Nga – Alina Sanko - Philippines – Michelle Dee - Việt Nam – Lương Thùy Linh |
| Top 40                | - Antigua và Barbuda – Taqiyyah Francis - Úc – Sarah Marschke - Quần đảo Virgin (Anh) – Rikkiya Brathwaite - Đan Mạch – Natasja Kunde - Anh – Bhasha Mukherjee - Guyana – Joylyn Conway - Hồng Kông – Lila Lam - Indonesia – Princess Megonondo - Malaysia – Alexis SueAnn Seow - Moldova – Elizaveta Kuznitova - Mông Cổ – Tsevelmaa Mandakh - New Zealand – Lucy Brock - Paraguay – Araceli Bobadilla - Ba Lan – Milena Sadowska - Bồ Đào Nha – Inês Brusselmans - Puerto Rico – Daniella Rodríguez - Scotland – Keryn Matthew - Nam Phi – Sasha-Lee Olivier - Tây Ban Nha – María del Mar Aguilera - Thái Lan – Narintorn Chadapattarawalrachoat - Trinidad và Tobago – Tya Jané Ramey - Tunisia – Sabrine Mansour - Uganda – Oliver Nakakande - Ukraine – Marharyta Pasha - Hoa Kỳ – Emmy Cuvelier - Venezuela – Isabella Rodríguez - Wales – Gabriella Jukes |

### Thứ tự công bố
| 1. Pháp 2. Ấn Độ 3. Indonesia 4. Malaysia 5. Mông Cổ 6. Nepal 7. Nigeria 8. Tunisia 9. Venezuela 10. Việt Nam 11. Jamaica 12. Quần đảo Virgin (Anh) 13. Philippines 14. Trinidad và Tobago 15. Paraguay 16. México 17. Moldova 18. Guyana 19. Antigua và Barbuda 20. Úc 21. Brazil 22. Trung Quốc 23. Quần đảo Cook 24. Đan Mạch 25. Anh 26. Hồng Kông 27. Kenya 28. New Zealand 29. Ba Lan 30. Bồ Đào Nha 31. Puerto Rico 32. Nga 33. Scotland 34. Nam Phi 35. Tây Ban Nha 36. Thái Lan 37. Uganda 38. Ukraine 39. Hoa Kỳ 40. Wales | 1. Kenya 2. Nigeria 3. Brazil 4. México 5. Ấn Độ 6. Nepal 7. Philippines 8. Việt Nam 9. Jamaica 10. Pháp 11. Nga 12. Quần đảo Cook | 1. Nigeria 2. Brazil 3. Ấn Độ 4. Jamaica 5. Pháp |

### Các nữ hoàng sắc đẹp khu vực
| Khu vực        | Thí sinh                              |
| -------------- | ------------------------------------- |
| Châu Phi       | - Nigeria – Nyekachi Douglas          |
| Châu Mỹ        | - Brazil – Elís Miele Coelho          |
| Châu Á         | - Ấn Độ – Suman Rao                   |
| Vùng Caribe    | - Trinidad và Tobago – Tya Jané Ramey |
| Châu Âu        | - Pháp – Ophély Mézino                |
| Châu Đại Dương | - Quần đảo Cook – Tajiya Eikura Sahay |

## Các phần thi

### Thử thách đối đầu

#### Vòng 1
- Thí sinh vào Vòng 2

| Nhóm | Quốc gia 1            | Quốc gia 2           | Quốc gia 3 | Quốc gia 4         | Quốc gia 5   | Quốc gia 6           |
| ---- | --------------------- | -------------------- | ---------- | ------------------ | ------------ | -------------------- |
| 1    | Albania               | Anh                  | Guyana     | Honduras           | Hàn Quốc     | Perú                 |
| 2    | Quần đảo Cook         | Guatemala            | Ireland    | Ý                  | Myanmar      | Nga                  |
| 3    | Quần đảo Virgin (Anh) | Iceland              | Lào        | Nicaragua          | Nam Sudan    | Venezuela            |
| 4    | Armenia               | Bolivia              | Bulgaria   | Kazakhstan         | Mông Cổ      | Nam Phi              |
| 5    | Guadeloupe            | Hồng Kông            | Moldova    | Singapore          | Tây Ban Nha  | Sri Lanka            |
| 6    | Brazil                | Curaçao              | Đan Mạch   | Ecuador            | Malta        | Bắc Ireland          |
| 7    | Guinea Xích Đạo       | Hungary              | Malaysia   | Trinidad và Tobago | Hoa Kỳ       | Wales                |
| 8    | Chile                 | Croatia              | Pháp       | New Zealand        | Paraguay     | Scotland             |
| 9    | Canada                | Séc                  | Indonesia  | Bồ Đào Nha         | Sierra Leone | Tunisia              |
| 10   | Quần đảo Cayman       | Gibraltar            | Mexico     | Nepal              | Ba Lan       | Tanzania             |
| 11   | Colombia              | Costa Rica           | Nhật Bản   | Luxembourg         | Hà Lan       | Nigeria              |
| 12   | Bỉ                    | Jamaica              | Panamá     | Slovenia           | Thổ Nhĩ Kỳ   | Quần đảo Virgin (Mỹ) |
| 13   | Úc                    | El Salvador          | Georgia    | Guinea Bissau      | Puerto Rico  | Slovakia             |
| 14   | Bahamas               | Bosna và Hercegovina | Botswana   | Haiti              | Ấn Độ        | Thái Lan             |
| 15   | Antigua và Barbuda    | Barbados             | Trung Quốc | Hy Lạp             | Samoa        | Thụy Điển            |
| 16   | Argentina             | Belarus              | Phần Lan   | Kenya              | Ma Cao       | Ukraina              |
| 17   | Aruba                 | Cộng hòa Dominica    | Ghana      | Philippines        | Rwanda       | —                    |
| 18   | Campuchia             | Mauritius            | Montenegro | Uganda             | Việt Nam     | —                    |
| 19   | Angola                | Bangladesh           | Ethiopia   | Kyrgyzstan         | Senegal      | —                    |

#### Vòng 2
- Những thí sinh chiến thắng phần thi Thử thách đối đầu sẽ tiến vào Top 40.

| Nhóm | Quốc gia 1  | Quốc gia 2         |
| ---- | ----------- | ------------------ |
| 1    | Brazil      | Moldova            |
| 2    | Nepal       | Indonesia          |
| 3    | Trung Quốc  | Venezuela          |
| 4    | Nigeria     | Bỉ                 |
| 5    | Mexico      | Uganda             |
| 6    | Philippines | Thổ Nhĩ Kỳ         |
| 7    | Monaco      | Guyana             |
| 8    | Bangladesh  | Ấn Độ              |
| 9    | Ireland     | Trinidad và Tobago |
| 10   | Paraguay    | Georgia            |

### Hoa hậu Thể thao
Thí sinh chiến thắng phần thi Hoa hậu Thể thao sẽ được tiến thẳng vào Top 40.
| Kết quả          | Thí sinh |
| ---------------- | --- |
| Hoa hậu Thể thao | - Quần đảo Virgin (Anh) – Rikkiya Brathwaite |
| Á hậu 1          | - Nigeria – Nyekachi Douglas |
| Á hậu 2          | - Trinidad và Tobago – Tya Jané Ramey |
| Nhóm chiến thắng | - Quần đảo Virgin (Anh) – Rikkiya Brathwaite - Canada – Naomi Colford - Anh – Bhasha Mukherjee - Pháp – Ophély Mézino - Nhật Bản – Malika Sera - Nigeria – Nyekachi Douglas - Sierra Leone – Enid Jones-Boston - Trinidad và Tobago – Tya Jané Ramey |

| Nhóm (Top 32)   | Thí sinh |
| --------------- | --- |
| Nhóm Đỏ         | - Luxembourg – Brezana Da Costa - Quần đảo Cook – Tajiya Eikura Sahay - Guinea Xích Đạo – Janet Ortiz Oyono - Guadeloupe – Anaïs Lacalmontie - Haiti – Alysha Morency - Luxembourg – Melanie Heynsbroek - Angola – Elizaveta Kuznitova - Panama – Agustina Ruiz Arrechea |
| Nhóm Vàng       | - Aruba – Ghislaine Mejia - Belarus – Anastasia Laurynchuk - Costa Rica – Jessica Jiménez - Georgia – Nini Gogichaishvili - Kenya – Maria Wavinya - Kyrgyzstan – Ekaterina Zabolotnova - Ukraine – Marharyta Pasha - Hoa Kỳ – Emmy Cuvelier                              |
| Nhóm Xanh lá    | - Quần đảo Virgin (Anh) – Rikkiya Brathwaite - Canada – Naomi Colford - Anh – Bhasha Mukherjee - Pháp – Ophély Mézino - Nhật Bản – Marika Sera - Nigeria – Nyekachi Douglas - Sierra Leone – Enid Jones-Boston - Trinidad và Tobago – Tya Jané Ramey                     |
| Nhóm Xanh dương | - Honduras – Ana Grisel Romero - New Zealand – Lucy Brock - Nicaragua – María Teresa Cortéz - Bắc Ireland – Lauren Eve Leckey - Bồ Đào Nha – Inês Brusselmans - Scotland – Keryn Matthew - Tây Ban Nha – María del Mar Aguilera - Uganda – Oliver Nakakande              |

### Hoa hậu Người mẫu
Thí sinh chiến thắng phần thi Hoa hậu Người mẫu sẽ được tiến thẳng vào Top 40.
| Kết quả           | Thí sinh |
| ----------------- | --- |
| Hoa hậu Người mẫu | - Nigeria – Nyekachi Douglas |
| Á hậu 1           | - Việt Nam – Lương Thùy Linh |
| Á hậu 2           | - Ấn Độ – Suman Rao |
| Á hậu 3           | - Nigeria – Nyekachi Douglas |
| Á hậu 4           | - Uganda – Oliver Nakakande |
| Top 10            | - Brazil – Elís Miele Coelho - Cộng hòa Séc – Denisa Spergerová - Hồng Kông – Lila Lam - Kazakhstan – Madina Batyk - Trinidad và Tobago – Tya Jané Ramey |
| Top 40            | - Antigua và Barbuda – Taqiyyah Francis - Argentina – Judit Grnja - Úc – Sarah Marschke - Barbados – Che Amor Greenidge - Bosna và Hercegovina – Ivana Ladan - Trung Quốc – Li Peishan - Croatia – Katarina Mamić - Đan Mạch – Natasja Kunde - Cộng hòa Dominican – Alba Marie Blair - Phần Lan – Dana Mononen - Haiti – Alysha Morency - Hungary – Krisztina Nagypál - Indonesia – Princess Megonondo - Ý – Adele Sammartino - Jamaica – Toni-Ann Singh - Kenya – Maria Wavinya - Ma Cao – Yu Yanan - Mexico – Ashley Alvídrez - Moldova – Elizaveta Kuznitova - Montenegro – Mirjana Muratović - Philippines – Michelle Dee - Ba Lan – Milena Sadowska - Puerto Rico – Daniella Rodríguez - Nga – Alina Sanko - Slovakia – Frederika Kurtulíková - Nam Sudan – Mariah Joseph Maget - Thổ Nhĩ Kỳ – Simay Rasimoğlu - Ukraine – Marharyta Pasha - Venezuela – Isabella Rodríguez - Wales – Gabriella Jukes |

### Hoa hậu Tài năng
Thí sinh chiến thắng phần thi Hoa hậu Tài năng sẽ được tiến thẳng vào Top 40.
| Kết quả          | Thí sinh |
| ---------------- | --- |
| Hoa hậu Tài năng | - Jamaica – Toni-Ann Singh |
| Á hậu 1          | - Quần đảo Virgin (Anh) – Rikkiya Brathwaite |
| Á hậu 2          | - Nigeria – Nyekachi Douglas |
| Top 5            | - Armenia – Liana Voskerchyan - Malta – Nicole Vella |
| Top 27           | - Úc – Sarah Marschke - Barbados – Che Amor Greenidge - Bolivia – Iciar Diaz Camacho - Trung Quốc – Li Peishan - Quần đảo Cook – Tajiya Eikura Sahay - Đan Mạch – Natasja Kunde - Gibraltar – Celine Bolaños - Iceland – Kolfinna Mist Austfjörð - Ấn Độ – Suman Rao - Nhật Bản – Marika Sera - Luxembourg – Melanie Heynsbroek - Malaysia – Alexis SueAnn Seow - Mông Cổ – Tsevelmaa Mandakh - Nigeria – Nyekachi Douglas - Panama – Agustina Ruiz Arrechea - Paraguay – Araceli Bobadilla - Slovakia – Frederika Kurtulíková - Tanzania – Sylvia Sebastian - Ukraine – Marharyta Pasha - Hoa Kỳ – Emmy Cuvelier - Quần đảo Virgin (Mỹ) – A’yana Keshelle Phillips - Wales – Gabriella Jukes |

### Hoa hậu Nhân ái
Thí sinh chiến thắng và Top 10 Hoa hậu Nhân ái sẽ được tiến thẳng vào Top 40.
| Kết quả         | Thí sinh |
| --------------- | --- |
| Hoa hậu Nhân ái | - Nepal – Anushka Shrestha |
| Top 10          | - Pháp – Ophély Mézino - Indonesia – Princess Megonondo - Ấn Độ – Suman Rao - Malaysia – Alexis SueAnn Seow - Mông Cổ – Tsevelmaa Mandakh - Nigeria – Nyekachi Douglas - Tunisia – Sabrine Mansour - Venezuela – Isabella Rodríguez - Việt Nam – Lương Thùy Linh |

### Người đẹp Truyền thông
| Giải thưởng | Thí sinh                      |
| ----------- | ----------------------------- |
| Chiến thắng | - Nepal – Anushka Shrestha    |
| Á hậu 1     | - Mexico – Ashley Alvídrez    |
| Á hậu 2     | - Mông Cổ – Tsevelmaa Mandakh |

## Các giải thưởng đặc biệt
| Giải thưởng            | Thí sinh |
| ---------------------- | --- |
| Top Model              | - Nigeria – Nyekachi Douglas |
| Head-to-Head Challenge | - Moldova – Elizaveta Kuznitova - Nepal – Anushka Shrestha - Venezuela – Isabella Rodríguez - Nigeria – Nyekachi Douglas - Mexico – Ashley Alvídrez - Philippines – Michelle Dee - Guyana – Joylyn Conway - Ấn Độ – Suman Rao - Trinidad và Tobago – Tya Janè Ramey - Paraguay – Araceli Bobadilla |
| Sports                 | - Quần đảo Virgin (Anh) – Rikkiya Brathwaite |
| Beauty With A Purpose  | - Nepal – Anushka Shrestha |
| Multimedia             | - Nepal – Anushka Shrestha |
| Talent                 | - Jamaica – Toni-Ann Singh |

## Thí sinh tham gia
Cuộc thi có tổng cộng 111 thí sinh tham gia:
| Quốc gia/Vùng lãnh thổ | Thí sinh                         | Tuổi | Quê quán                  |
| ---------------------- | -------------------------------- | ---- | ------------------------- |
| Albania                | Atalanta Kercyku                 | 20   | Tirana                    |
| Angola                 | Brezana Da Costa                 | 24   | Luanda                    |
| Antigua và Barbuda     | Taqiyyah Francis                 | 25   | St. John's                |
| Argentina              | Judit Grnja                      | 18   | Villa Ángela              |
| Armenia                | Liana Vorskerchyan               | 20   | Yerevan                   |
| Aruba                  | Ghislaine Mejia                  | 20   | Oranjestad                |
| Úc                     | Sarah Marschke                   | 20   | New South Wales           |
| Bahamas                | Nyah Bandelier                   | 18   | Eleuthera                 |
| Bangladesh             | Rafah Nanjeba Torsa              | 20   | Chittagong                |
| Barbados               | Che Amor Greenidge               | 25   | Bridgetown                |
| Belarus                | Anastasia Laurynchuk             | 18   | Minsk                     |
| Bỉ                     | Elena Castro Suarez              | 19   | Antwerp                   |
| Bolivia                | Iciar Díaz Camacho               | 22   | Santa Cruz                |
| Bosna và Hercegovina   | Ivana Ladan                      | 20   | Jajce                     |
| Botswana               | Oweditse Phirinyane              | 20   | Gaborone                  |
| Brazil                 | Elís Miele Coelho                | 22   | Serra                     |
| Quần đảo Virgin (Anh)  | Rikkiya Brathwaite               | 22   | Tortola                   |
| Bulgaria               | Margo Cooper                     | 23   | Sofia                     |
| Campuchia              | Vy Sreyvin                       | 20   | Phnôm Pênh                |
| Canada                 | Naomi Colford                    | 20   | Toronto                   |
| Quần đảo Cayman        | Jaci Patrick                     | 24   | West Bay                  |
| Chile                  | Ignacia Albornoz Olmedo          | 17   | Santiago de Chile         |
| Trung Quốc             | Peishan Li                       | 20   | Bắc Kinh                  |
| Colombia               | Sara Arteaga                     | 23   | Medellín                  |
| Quần đảo Cook          | Tajiya Sahay                     | 20   | Avarua                    |
| Costa Rica             | Jessica Jimenez                  | 25   | San José                  |
| Croatia                | Katarina Mamić                   | 22   | Lika-Senj                 |
| Curaçao                | Sharon Meyer                     | 22   | Willemstad                |
| Cộng hòa Séc           | Denisa Spergerová                | 18   | České Budějovice          |
| Đan Mạch               | Natasja Kunde                    | 18   | Copenhagen                |
| Cộng hòa Dominican     | Alba Blair                       | 21   | Jarabacoa                 |
| Ecuador                | María Auxiliadora Idrovo         | 18   | Guayaquil                 |
| El Salvador            | Fatima Mangandi                  | 27   | Santa Tecla               |
| Anh                    | Bhasha Mukherjee                 | 23   | Derby                     |
| Guinea Xích Đạo        | Janet Ortiz Oyono                | 20   | Malabo                    |
| Ethiopia               | Feven Gebreslassie               | 22   | Addis Ababa               |
| Pháp                   | Ophély Mézino                    | 19   | Morne-à-l'Eau             |
| Phần Lan               | Dana Mononen                     | 19   | Helsinki                  |
| Georgia                | Nini Gogichaishvili              | 24   | Tbilisi                   |
| Ghana                  | Rebbeca Kwabi                    | 24   | Accra                     |
| Gibraltar              | Celine Bolaños                   | 22   | Gibraltar                 |
| Hy Lạp                 | Rafaela Plastira                 | 20   | Athens                    |
| Guadeloupe             | Anaïs Lacalmontie                | 22   | Basse-Terre               |
| Guatemala              | Keila Rodas                      | 20   | Guatemala City            |
| Guinea Bissau          | Laila Samati                     | 21   | Bissau                    |
| Guyana                 | Joylyn Conway                    | 20   | Georgetown                |
| Haiti                  | Alysha Morenchy                  | 25   | Port-au-Prince            |
| Honduras               | Ana Romero                       | 20   | Olachito                  |
| Hồng Kông              | Lila Lam                         | 26   | Hong Kong                 |
| Hungary                | Krisztina Nagypál                | 22   | Budapest                  |
| Iceland                | Kolfinna Mist Austfjörð          | 23   | Reykjavík                 |
| Ấn Độ                  | Suman Rao                        | 20   | Udaipur                   |
| Indonesia              | Princess Megonondo               | 18   | Jambi                     |
| Ireland                | Chelsea Farrell                  | 19   | Country Louth             |
| Ý                      | Adele Sammartino                 | 23   | Campania                  |
| Jamaica                | Toni-Ann Singh                   | 23   | Saint Thomas              |
| Nhật Bản               | Sera Marika                      | 16   | Kanagawa                  |
| Kazakhstan             | Madina Batyk                     | 20   | Pavlodar                  |
| Kenya                  | Maria Wavinya                    | 18   | Nyandarua                 |
| Hàn Quốc               | Lim Ji-Yeon                      | 22   | Busan                     |
| Kyrgyzstan             | Ekaterina Zabolotnova            | 24   | Bishkek                   |
| Lào                    | Nelamith Soumounthong            | 20   | Viêng Chăn                |
| Luxembourg             | Melanie Heynsbroek               | 20   | Luxembourg City           |
| Ma Cao                 | Yu Yanan                         | 20   | Ma Cao                    |
| Malaysia               | Alexis Sue Ann                   | 24   | Kuala Lumpur              |
| Malta                  | Nicole Vella                     | 20   | Valletta                  |
| Mauritius              | Urvashi Gooriah                  | 19   | Port Louis                |
| Mexico                 | Ashley Alvidrez                  | 20   | Ciudad Juárez             |
| Moldova                | Elizaveta Kuznitova              | 19   | Tiraspol                  |
| Mông Cổ                | Mandakh Tsevelmaa                | 24   | Ulaanbaatar               |
| Montenegro             | Mirjana Muratović                | 19   | Podgorica                 |
| Myanmar                | Khit Lin Latt Yoon               | 22   | Yangon                    |
| Nepal                  | Anushka Shrestha                 | 23   | Katmandou                 |
| Hà Lan                 | Brenda Felicia Muste             | 22   | Arnhem                    |
| New Zealand            | Lucy Brock                       | 24   | Auckland                  |
| Nicaragua              | María Teresa Cortéz              | 18   | Carazo                    |
| Nigeria                | Nyekachi Douglas                 | 20   | Sông                      |
| Bắc Ireland            | Lauren Leckey                    | 20   | Stoneyford                |
| Panama                 | Agustina Ruiz                    | 25   | Herrera                   |
| Paraguay               | Arceli Bobadilla                 | 20   | Asunción                  |
| Peru                   | Angella Escudero                 | 23   | Piura                     |
| Philippines            | Michelle Dee                     | 23   | Makati                    |
| Ba Lan                 | Milena Sadowska                  | 20   | Oświęcim                  |
| Bồ Đào Nha             | Inés Brusselmans                 | 24   | Oeiras                    |
| Puerto Rico            | Daniella Rodriguez               | 22   | Bayamón                   |
| Nga                    | Alina Sanko                      | 20   | Azov                      |
| Rwanda                 | Meghan Nimwiza                   | 20   | Kigali                    |
| Samoa                  | Alalamalae Lata                  | 20   | Apia                      |
| Scotland               | Keryn Matthew                    | 24   | Edinburgh                 |
| Senegal                | Alberta Diatta                   | 19   | Ziguinchor                |
| Sierra Leone           | Enid Jones-Boston                | 20   | Freetown                  |
| Singapore              | Sheen Cher                       | 20   | Singapore                 |
| Slovakia               | Frederika Kurtulíková            | 24   | Bratislava                |
| Slovenia               | Špela Alič                       | 20   | Ljublijana                |
| Nam Phi                | Sasha-Lee Oliver                 | 26   | Alberton                  |
| Nam Sudan              | Mariah Nyayiena                  | 20   | Juba                      |
| Tây Ban Nha            | Maria Del Mar Aguilera           | 21   | Córdoba                   |
| Sri Lanka              | Dewmi Thathsarani                | 20   | Sri Jayawardenepura Kotte |
| Thụy Điển              | Daniella Lundqvist               | 20   | Kalmar                    |
| Tanzania               | Sylvia Sebastian                 | 19   | Mwanza                    |
| Thái Lan               | Narintorn Chadapattarawalrachoat | 21   | Pathum Thani              |
| Trinidad và Tobago     | Tya Jané Ramey                   | 21   | Port of Spain             |
| Tunisia                | Sabrine Khalifa                  | 23   | Mahdia                    |
| Turkey                 | Simay Rasimoğlu                  | 22   | Istanbul                  |
| Uganda                 | Oliver Nakakande                 | 24   | Bombo                     |
| Ukraine                | Margarita Pasha                  | 24   | Kiev                      |
| Hoa Kỳ                 | Emmy Rose Cuvelier               | 23   | Collins                   |
| Quần đảo Virgin (Mỹ)   | A'yana Phillips                  | 24   | Saint Thomas              |
| Uzbekistan             | Aziza Tokashova                  | 25   | Tashkent                  |
| Venezuela              | Isabella Rodríguez               | 25   | Petare                    |
| Việt Nam               | Lương Thùy Linh                  | 19   | Cao Bằng                  |
| Wales                  | Gabriella Jukes                  | 22   | Port Talbot               |

## Chú ý

### Trở lại
- Lần cuối tham gia vào năm 2006:
  -  Campuchia
- Lần cuối tham gia vào năm 2015:
  -  Samoa
- Lần cuối tham gia vào năm 2016:
  -  Antigua và Barbuda
  -  Costa Rica
  -  Kyrgyzstan
  -  Quần đảo Virgin (Mỹ)
- Lần cuối tham gia vào năm 2017:
  -  Macau
  -  Thụy Điển
  -  Tunisia

### Bỏ cuộc
- Áo – Hoa hậu Áo Larissa Robitschko không tham gia cuộc thi do giám đốc thương hiệu cuộc thi tại Áo đã trả lại giấy phép cho Tổ chức Hoa hậu Thế giới.[77]
- Belize,  Cameroon,  Síp,  Ai Cập,  Đức,  Guam,  Latvia,  Martinique,  Na Uy và  Zambia – Không có cuộc thi nào được tổ chức hay thí sinh được chỉ định thay thế.[78]
- Liban – Cuộc thi Hoa hậu Liban 2019 bị hoãn nhiều lần và sau đó bị hủy bỏ do ảnh hưởng của Biểu tình Liban 2019–2020.[79]
- Lesotho – Palesa Makara
- Madagascar – Valerie Mille Binguira
- Serbia – Sanja Lovčević
- Zimbabwe – Cuộc thi Hoa hậu Thế giới Zimbabwe đã bị hủy bỏ do vấn đề kinh tế.[80]